# Ешли Џад
Ешли Џад (енгл. Ashley Judd; Лос Анђелес, 19. април 1968) је америчка филмска глумица.

## Биографија
Рођена као Ешли Тајлер Чиминела у Гранада Хилсу (Калифорнија) од оца Мајкла Чиминеле и мајке Наоми Џад. Потиче из сиромашне породице која није имала основне потребе за живот, као што су: струја, вода и телефон. Похађала је чак 12 школа у 13 година, пре колеџа. Напустила је Универзитет у Кентакију 1990. године и после се преселила у Холивуд да се бавила глумом. У Холивуду је учила глуму са учитељем глуме Робертом Карнегијем у Playhouse West (Џеф Голдблум је овде похађао глуму).
На почетку каријере углавном је играла у ТВ серијама као што су: Star Trek: The Next Generation и Sisters. Касније добија мању улогу у филму Kuffs (1992), а после добија и главне улоге у филмовима као шти су: Ruby in Paradise, Двоструки ризик, Злочин у високим круговима, Не верујем да си то ти и De-Lovely.

## Приватни живот
Венчала се за возача Indy Racing League, Дарија Франкитија, 2001. године. Венчање је обављено у дворцу Скибо, близу Дорноча (Шкотска). Њезина мајка и сестра су кантри певачице Наоми и Вајнона Џад. Она и њена сестра Вајнона немају истог оца.

## Филмографија
| Улоге Ешли Џад |                                     |               |                                 |          |
| Година         | Српски назив                        | Изворни назив | Улога                           | Напомена |
| 1992.          |                                     |               | супруга власника продвнице боја |          |
| 1993.          |                                     |               | Руби Ли Гисинг                  |          |
| 1995.          | Врелина                             |               | Шарлин Шихерлис                 |          |
| 1995.          | Дим                                 |               | Фелисити                        |          |
| 1995.          |                                     |               | Кали                            |          |
| 1996.          | Време за убијање                    |               | Карла Бригинс                   |          |
| 1996.          | Норма Џин и Мерилин                 |               | Мерлин Монро                    |          |
| 1996.          | Нормалан живот                      |               | Пам Андерсон                    |          |
| 1997.          | Пољуби девојке                      |               | детектив Кејт Мактирнан         |          |
| 1998.          |                                     |               | Ребека Вентерворт               |          |
| 1999.          | Двоструки ризик                     |               | Елизабет „Либи“ Парсонс         |          |
| 2000.          |                                     |               | Лекси Куп                       |          |
| 2000.          | Анђео чувар                         |               | Џоана Ерис                      |          |
| 2001.          |                                     |               | Џејн Гудејл                     |          |
| 2002.          | Фрида                               |               | Тина Модоти                     |          |
| 2002.          | Божанствене тајне Ја-Ја сестринства |               | млађа Виви Абот Вокер           |          |
| 2002.          | Злочин у високим круговима          |               | Клер Кјубик                     |          |
| 2004.          |                                     |               | Линда Портер                    |          |
| 2004.          | Не верујем да си то ти              |               | Џесика Шепард                   |          |
| 2006.          |                                     |               | Луси                            |          |
| 2007.          |                                     |               | Агнис Вајт                      |          |
| 2008.          |                                     |               | Хелен                           |          |
| 2022.          | Рекла је                            |               | саму себе                       |          |

### Познати глумци са којим је сарађивала
- Ал Пачино (Врелина)
- Роберт де Ниро (Врелина)
- Вал Килмер (Врелина)
- Томи Ли Џоунс (Двоструки ризик)
- Морган Фриман (Злочин у високим круговима)
- Салма Хајек (Фрида)
- Енди Гарсија (Не верујем да си то ти)
- Самјуел Л. Џексон (Не верујем да си то ти)